# Molins al carrer del Molins
Els Molins al carrer del Molins és una obra de la Fatarella (Terra Alta) inclosa a l'Inventari del Patrimoni Arquitectònic de Catalunya.

## Descripció
Conjunt de molins en ruïnes al vessant del barranc de Sant Francesc, als afores de la vila de Fatarella. De tots aquests molins encara en queda algun en explotació, al costat mateix de la font i rentadors de Sant Joan. Es veuen algunes mènsules de pedra que denoten l'antiguitat de l'edificació.
Altres molins es troben entre la font i l'ermita de Sant Pau.
Resten els murs i les grans lloses verticals de la premsa.